# Belair
Belair Airlines AG, действовавшая как Belair, — бывшая швейцарская авиакомпания со штаб-квартирой в городе Опфикон, работавшая в сфере регулярных пассажирских перевозок по аэропортам страны и за её пределами. Являлась дочерним предприятием немецкой авиакомпании Air Berlin.
Портом приписки перевозчика и его главным транзитным узлом (хабом) был аэропорт Цюриха, в качестве ещё одного хаба использовался аэропорт Базеля. 
В 2018 году Belair прекратила своё существование.  

## История

### 1925 год, начало деятельности Balair
Авиакомпания Basler Aviation AG (Balair) была основана в 1925 году в Базеле бизнесменом Бальцом Циммерманом. Название компании происходит от французского названия Базеля (фр. Bâle). Первыми маршрутами перевозчика стали рейсы между Базелем, Фрайбургом и Мангеймом. В 1929 году порт приписки авиакомпании стал крупнейшим коммерческим аэропортом Швейцарии, откуда Balair выполняла прямые рейсы в Цюрих, Женеву, Лион, Карлсруэ и Франкфурт-на-Майне. В связи с глобальным экономическим кризисом 1 января 1931 года Balair объединилась с другим швейцарским перевозчиком Ad Astra Aero (порт приписки Цюрих) с образованием крупного перевозчика Swissair со штаб-квартирой в Цюрихе.
К моменту объединения Balair перевезла 18 тысяч пассажиров, 320 тонн грузов и 143 тонны почтовых отправлений. Авиакомпания выполняла рейсы главным образом в летний период, получая регулярные субсидии правительства на почтовые перевозки.

### 1950—1980-е годы

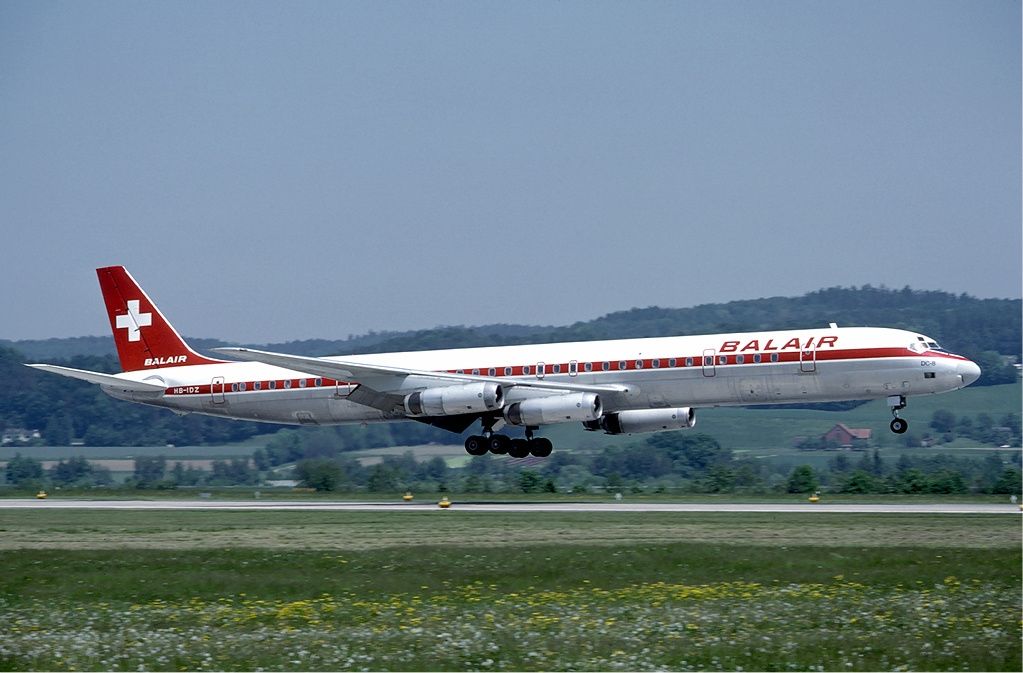
Douglas DC-8 авиакомпании Balair в аэропорту Цюриха (1985 год)

5 октября 1952 года жители Базеля проголосовали за воссоздание авиакомпании Balair, что и произошло в январе следующего года. Президентом компании был избран Ганс Петер Щудин.
На первом этапе Balair сосредоточилась на предоставлении услуг по ремонту и техническому обслуживанию самолётов по контракту со Swissair, а также на учебно-тренировочной деятельности для подготовки пилотов других авиакомпаний.
В 1957 году Balair открыла первые чартерные рейсы на двух самолётах Vickers 610 Viking. Два года спустя Swissair приобрела 40 % собственности перевозчика и передала ему в лизинг два лайнера DC-4.
В период Гражданской войны в Нигерии с 1967 по 1971 годы Balair обеспечивала перевозки гуманитарных миссий в Республику Биафра, в том числе на самолётах C-97 Stratocruiser.
В 1979 году флот авиакомпании пополнился широкофюзеляжным лайнером DC-10 (регистрационный HB-IHK), одновременно из эксплуатации стали выводиться устаревшие DC-6, DC-9 и два DC-8.

### 1990-е годы
К 1993 году все чартерные перевозки Balair осуществлялись под торговой маркой Swissair. Штаб-квартира управления авиакомпанией находилась в Женеве, департамент бухучёта — в Базеле, операционное подразделение — в Цюрихе. Несмотря на проводимые в этом периоде массовые реструктуризации деятельности и увольнения сотрудников обеих авиакомпаний, финансовый результат в течение нескольких лет оказывался положительным. В 1995 году Balair прекратила выполнение коммерческих перевозок, все ближнемагистральные маршруты выполнялись авиакомпанией Crossair, дальнемагистральные — авиакомпанией Swissair. 1 ноября 1997 года Balair возобновила чартерные пассажирские перевозки под брендом и от имени Swissair.

### Начало 2000-х годов: от Balair к Belair

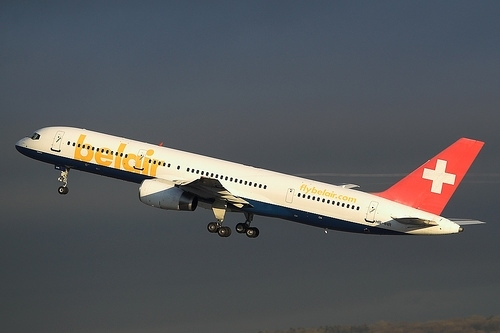
Boeing 757-200 авиакомпании Belair, начало 2007 года

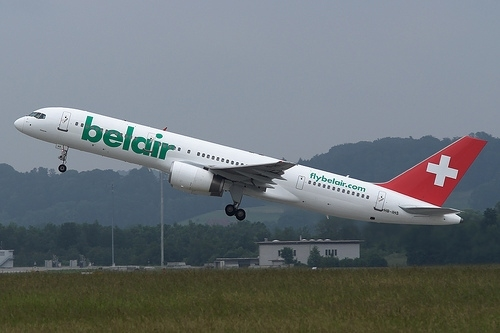
Boeing 757-200 авиакомпании Belair в новой раскраске, середина 2007 года

Осенью 2001 года стало очевидным скорое банкротство авиахолдинга Group SAir с основной авиакомпанией Swissair и его подразделениями, включая чартерного перевозчика Belair. После консультаций с ритейлинговой швейцарской корпорацией Migros было принято решение о создании новой чартерной авиакомпании Belair Airlines, которая была зарегистрирована в реестре коммерческих предприятий страны 16 октября 2001 года. Компания получила два лайнера Boeing 757, штат сотрудников на начальном этапе составил 120 человек.
После получения всех необходимых документов, включая сертификат эксплуатанта от властей страны, в ноябре 2001 года авиакомпания запустила первые маршруты из Цюриха в аэропорты стран Средиземноморья и северной части Африки. Некоторое время спустя к флоту из двух Boeing 757 добавился взятый в аренду дальнемагистральный лайнер Boeing 767.
1 ноября 2007 года немецкая авиакомпания Air Berlin приобрела 49 % собственности Belair Airlines, что позволило существенным образом усилить позицию компании на рынке чартерных туристических авиаперевозок в Швейцарии. Два самолёта Boeing 757-200 при этом были перекрашены в цвета Air Berlin.

## Маршрутная сеть
В августе 2013 года маршрутная сеть авиакомпании Belair охватывала следующие пункты назначения.

### Африка
Египет
- Хургада — международный аэропорт Хургада
- Марса-эль-Алам — международный аэропорт Марса-эль-Алам
- Шарм-эш-Шейх — международный аэропорт Шарм-эш-Шейх

 Тунис
- Джерба — международный аэропорт Джерба — сезонный
- Энфида — международный аэропорт Хаммамет — сезонный

### Азия
Турция
- Анталья — аэропорт Анталья — сезонный

### Европа
Германия
- Берлин — аэропорт Тегель
- Дюссельдорф — международный аэропорт Дюссельдорф

 Испания
- Пальма — аэропорт Пальма-де-Мальорка
- Аликанте — аэропорт Аликанте
- Лансароте — аэропорт Лансароте
- Фуэртевентура — аэропорт Фуэртевентура
- Ивиса — аэропорт Ивиса — сезонный
- Гран-Канария — аэропорт Гран-Канария
- Тенерифе — международный аэропорт Тенерифе-Южный

 Греция
- Араксос — аэропорт Араксос — сезонный
- Ираклион — аэропорт Ираклион — сезонный
- Керкира — международный аэропорт Керкира — сезонный
- Кос — аэропорт Кос — сезонный
- Родос — международный аэропорт Диагорас — сезонный
- Самос — аэропорт Самос — сезонный
- Закинф — аэропорт Закинф — сезонный

 Италия
- Бриндизи — аэропорт Бриндизи — сезонный
- Катания — аэропорт Фонтанаросса
- Ламеция-Терме — аэропорт Ламеция-Терме — сезонный
- Ольбия — аэропорт Ольбия — сезонный
- Палермо — аэропорт Палермо — сезонный

 Мальта
- Мальта — аэропорт Мальты

 Косово
- Приштина — международный аэропорт Приштина

 Португалия
- Фуншал — аэропорт Фуншал

 Швейцария
- Базель — аэропорт Базель-Мюлуз-Фрайбург база
- Цюрих — аэропорт Цюриха база

## Флот
В конце октябрь 2016 года воздушный флот авиакомпании Belair составляли следующие самолёты: